# 체세포 핵 치환

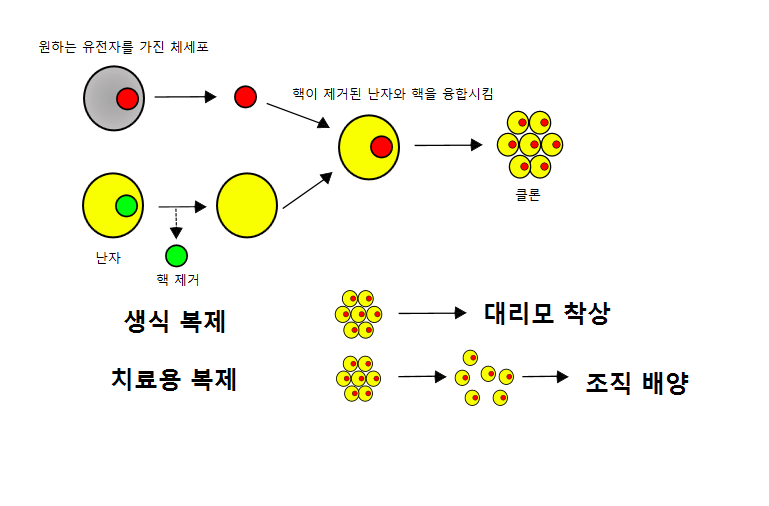
체세포 핵 치환은 생식 복제와, 치료 목적 양쪽으로 이용 가능한 클론을 만들 수 있다. 이 도해는 도식적으로 나타내기 위해 공여체의 핵의 제거를 묘사하고 있지만, 실제로는 보통 전체 공여체의 세포에 이식된다.

체세포 핵 치환(Somatic-cell nuclear transfer, SCNT)은 난자의 핵을 제거한 후에, 체세포의 핵을 이식하여 복제를 하는 기술을 말한다. 체세포 복제라고도 부른다. 유전학과 발생생물학에서 체세포 핵 치환은 체세포와 난자를 이용하여 생존 가능한 배아를 만드는 실험적인 방법이다. 이 기술은 핵이 제거된 난자를 얻는 방법과, 체세포로부터 핵을 이식하는 방법으로 구성된다. SCNT는 생식 복제 및 치료용으로 이용될 수 있다. 포유동물에서 첫번째로 생식복제가 성공한 사례로 유명한 돌리가 있다. "치료용 복제"는 재생의학에서 SCNT의 이용 가능성이다. SCNT의 사용은 배아줄기세포 및 치료를 목적으로 한 배아의 파괴와 관련된 논란에서 해답으로 지지받고 있으나, SCNT로 만들어진 세포와, 숙주의 세포가 유전적으로 완전히 동일한가에 대해서는 아직 문제로 남아있다.

## 기원
체세포 핵 치환의 시작은 1962년 존 거든 경이 발표한 논문에서 시작된다. 존 거든은 올챙이의 장 세포에서 얻은 핵을 개구리의 핵이 제거된 난자에 이식하여 핵을 얻은 올챙이와 유전적으로 동일한 개구리를 탄생시켰다는 내용의 논문을 발표하였고, 이것은 최초의 체세포 핵 치환이자, 세포의 역분화 가능성을 증명한 논문이다.

## 과정
체세포 핵 치환의 수행은 서로 다른 두개의 세포가 관련된다. 첫번째는 난자로 알려진 여성의 생식세포이다. 인간 체세포 핵 치환 실험에서는, 난자 제공을 동의한 기증자들의 다차례의 배란 유도를 통하여 난자가 얻어진다. 두번째는 체세포로, 인간의 몸에서 얻어진 세포이다. 피부세포, 지방세포 그리고 간세포 들이 그 예시이다. 기증자의 난자의 핵은 제거되고 폐기되며, 핵을 제외한 세포는 미분화상태로 남겨진다. 체세포의 핵 또한 세포로부터 제거되지만 핵은 보관하며, 핵을 제외한 세포는 폐기된다. 남겨진 것은 체세포의 핵과, 핵이 제거된 난자세포이다. 핵이 없는 난자에 체세포의 핵을 쏘아줌으로써 둘을 합쳐준다. 체세포의 핵이 난자로 들어간 다음에는, 난자에 의해 체세포의 핵이 역분화가 된다. 체세포의 핵을 지닌 난자는, 전기적 자극을 받아 분열하게 된다. 이 난생장 가능하며, 한명의 부모로부터 물려받은 유전적 정보를 가진 성체를 만들 수 있게 된다. 발생은 수많은 유사분열을 거쳐서 정상적으로 이루어지며, 이 하나의 세포는 핵이식한 체세포와 동일한 유전자를 가진 배반포를 형성하게 된다. 치료를 위하여 복제된 배아를 해체하여 줄기세포를 얻거나, 또는 생식 복제의 경우 복제된 배아를 더 성장시키고 태어나게 하기 위해 모체에 착상시킬 수도 있다.

## 적용

### 줄기세포 연구
체세포 핵 치환은 줄기세포 연구에 초점이 맞추어져있다. 이 과정을 수행하는 목표는 복제된 배아에서  만능성을 지닌 세포를 얻는 것으로, 이 세포들은 핵을 기증한 개체와 유전적으로 동일하다. 이러한 과정을 통해 통해 치료나 질병 연구에 사용 가능한 환자 맞춤형 만능세포를 만들 수 있다.
배아줄기세포는 배아에 존재하는 미분화된 세포이다. 이 세포들은 만능성을 지니고 있다고 간주된다, 왜냐하면, 이 세포들은 성체에서 볼 수 있는 조직으로 자랄 수 있기 때문이다. 이 능력으로 줄기세포를 다른 어떠한 종류의 세포로든지 만들 수 있으며, 이것을 통해 세포를 이식 하여 파괴되거나, 손상을 입은 세포를 대체하는데 쓰일 수 있다. 하지만, 인간의 배아를 파괴해야한다는 것 때문에 인간배아줄기세포를 사용하는데에는 논란이 있다. 줄기세포 연구를 이끌어가는 연구자들은 줄기세포를 얻을 다른 방법을 모색하고 있고, SCNT가 이 방법 중 하나이다.
줄기세포의 이용 가능성은 유전적으로 환자와 일치하기 때문에, 환자의 특정한 질환과 연관된 유전자를 가진 세포주를 만들 수 있다는 것이다. 그렇게 함으로써, 해당 질환의 병태생리나, 치료법을 발시발견 등의 연구에 유용한 생체외 모델을 만들어 낼 수 있다.
예시로, 파킨슨 병에 걸린 사람이 그/그녀의 체세포를 기증하였을 때, SCNT를 통해 만들어진 줄기세포는 파킨슨 병에 기여하는 유전자를 가지고 있을 것이며, 이 질병 맞춤형 줄기세포주로 질병의 상태를 더 잘 이해하기 위한 연구를 할 수 있다.체세포 핵 치환 줄기세포 연구의 다른 응용으로는 환자 특이 줄기세포주로 특정 환자에게 이식하기 위한 조직이나 혹은 장기를 만드는 것이다. 만들어진 세포들은 체세포 기증자와 유전적으로 동일하기 때문에, 면역 거부 반응을 피할 수 있다.
현재 오직 세계에 몇 안되는 실험실만이 인간 줄기세포 연구에서 SCNT 기술을 사용하고 있다. 미국에서는, Harvard Stem Cell Institute, University of California, Oregon Health & Science University,, Stemagen (La Jolla, CA)의 연구자들이 배아 줄기 세포를 생산하는 방법으로 SCNT 기술을 연구하고 있으며, 아마도 Advanced Cell Technology도 연구중으로 간주된다. 영국에서는, Human Fertilisation and Embryology Authority에서 Roslin Institute, Centre for Life에 허가를 내렸다. 또한, 중국에서도 SCNT 연구를 하고 있다.
2005년, 대한민국에서 황우석 교수 연구팀이 SCNT를 이용한 줄기세포를 만들었다는 논문이 나왔으나, 이 주장은 조작된 것으로 밝혀졌다. 최근 발견된 증거들로, 그가 만들어냈던 줄기세포들이 처녀생식을 통해 만들어진 것이라는 것이 밝혀졌다.
수많은 동물 복제의 성공에도 불구하고, 난자에서의 역분화 기작에 대해서는 의문점으로 남아있으며, 많은 시도에도 불구하고, 인간 핵 치환 배아줄기세포 제작의 성공은 한정적이다. 사람의 세포를 이용하여 배반포를 형성하는데에는 문제가 남아있는데, 세포들이 8세포기를 넘어서 발생하는데 실패하였다. 이것은 체세포 핵이 이후의 발달에 중요한 배아의 유전자를 발현시킬수 없었기 때문인 것으로 생각된다. 앞선 실험들은 영장류가 아닌 동물들을 이용한 방법으로 약간의 성공을 거두었다. Oregon Health & Science University의 연구팀이 영장류를 위한 SCNT 방법으로 피부세포를 줄기세포로 성공적으로 역분화하였는데, 그들의 성공의 핵심은 난자를 감수분열의 2단계에서 이용하는 것이다. 감수분열 2단계의 난자 세포는 이식된 체세포 핵을 만능성 상태로 역분화하기 위한 특별한 능력을 가진 특별한 인자들을 세포질 내부에 가지고 있다. 난자의 핵이 제거되었을 때, 세포가 유전적 정보를 잃어버리는데, 이것이 핵이 제거된 난자에서 역분화가 잘 되지 않는 원인으로 생각되었고, 중요한 배아의 유전자는 난자의 염색체와 물리적으로 연결되어있고, 핵제거는 이러한 인자들에게 부정 적인 영향을 주는 것으로 생각되었다. 다른 가능성은 난자핵의 제거 또는 체세포 핵의 삽입이 세포질에 손상을 주어서, 역분화 능력에 영향을 끼친다는 것이다. 이러한 것들을 고려해서 연구자들은 인간 SCNT 줄기 세포를 생산하는데 그들의 새로운 기술을 적용하였고, 2013년 5월, Oregon에서 태아와 신생아의 세포로 SCNT를 통해 인간 배아 줄기 세포를 만드는데 성공하였다는 보고를 하였다. 지원자로부터 얻은 감수분열 2기의 난자와 그들의 향상된 SCNT 방법으로, 인간 복제 배아가 성공적으로 만들어졌다. 하지만, 이 배아는 낮은 품질과, 내세포집단의 양이 상당히 부족하고, 영양외배엽 형성이 잘 안되었다. 이러한 불완전한 배아는 인간 배아줄기세포의 획득을 방해하였다. 난자의 핵 제거와 체세포 핵을 주입하는 과정에서 카페인을 넣어준 것이 배반포 형성과, 배아줄기세포 분리를 더 잘되게 해주었다. 배아줄기세포는 기형종을 형성할 수 있으며, pluripotent transcription factors를 발현하며, 정상적인 46XX 핵형을 보이는데, 이 SCNT 줄기세포는 배아줄기세포와 닮은 형질을 보여주고 있다. 이것이 첫번째로 SCNT를 통해 인간 체세포를 역분화하는데 성공한 사례이며, 이 연구에서는 배아와 신생아의 체세포를 배아줄기세포를 만드는데 사용하였다.
2014년 4월, 국제 연구 팀이 SCNT에 진일보를 이루었다. 남아있는 문제는 성인의 체세포를 이용하였을 때에도 성공적으로 줄기세포가 만들어지느냐였다. 후성유적학적 그리고 연령에 관계된 변화들이 성인 체세포가 역분화되는 능력을 방해한다고 생각되어 왔기 때문이다. Oregon 연구 그룹에서 수립한 방법을 이용하여, 그들은 35세와 75세의 2명의 기증자로부터 얻은 성인 세포로부터 SCNT를 통해 줄기세포를 생성해냈다. 이것은 나이가 세포의 역분화를 방해하지 않는다는 것을 보여주었다.
2014년 4월 말, 뉴욕 줄기세포 재단에서도 어른의 체세포로부터 SCNT 줄기세포를 만드는데 성공하였다. 이 줄기세포주 중 하나는 당뇨병 1형 환자에게서 기증받은 세포로 만들어진 것이다. 이 그룹은 줄기세포 배양과, 분화 유도를 성공적으로 수행하였다. 쥐에 세포를 주입하였을때, 성공적으로 삼배엽이 형성되었다. 이 세포에서 가장 중요한 것은, 인슐린을 발현하고, 호르몬을 분비할 수 있는 능력이 있다는 것이다. 이 인슐린 생산 세포는 당뇨병의 대체요법으로 사용될 수 있으며, SCNT 줄기세포가 치료적 가능성이 있음을 보여주고 있다.
현재 다른 줄기세포 생산 방법의 개발 및 진보로 SCNT 기반 줄기세포 연구가 침체되어있다. 2007년도에 일반 체세포를 역분화하는 유도만능줄기세포가 인간에서 개발되었다. 다음해, 이 방법은 SCNT 기반 줄기세포 연구의 핵심 목적인 여러 질병에 연관된 유전자를 가진 만능줄기세포를 만드는 것에 성공했다. 비록 유도만능줄기세포와 배아줄기세포가 얼마나 유사한지에 대한 의문이 연구되고 있지만, SCNT 기반 줄기세포연구를 하던 일부 과학자들은 최근 유도만능줄기세포라는 새로운 방법으로 분야를 옮기고 있다. 후성적 기억(epigenetic memory)이 만능유도줄기세포 세포주가 분화하는데 영향을 끼치는데, 예를 들어 혈구세포에서 분화된 만능유도줄기세포는 혈구세포로 분화하는데 좀더 효율이 높지만, 뉴런으로 분화하는데에는 효율이 좀 더 낮다. 줄기세포는 어떠한 세포 형태로도 분화할 수 있다는 것으로 정의되는데, 이것은 유도만능줄기세포가 정말 실험적으로 배아줄기세포를 대체할 수 있는지에 대한 의문을 불러일으킨다. SCNT 줄기세포는 이러한 문제를 발생하지 않는다는 점에서 줄기세포 연구에 이용될 수 있다.

### 생식 복제
이 기술은 현재 동물(유명한 예시로 돌리가 있다)을 클로닝하는데 기반이 되며, 이론적으로는 인간도 복제할 수 있다. 생식 복제에서 SCNT 기술을 이용하는 것은 어렵고, 제한된 성공을 거두었다. 태아 단계와, 신생아 단계에서 많이 사망하기 때문에 이 과정은 매우 비효율적이다. 인간이 아닌 종에서 복제된 새끼들은 발달 및 후성유전적인 장애로 고통받는데, 이러한 이유와 윤리, 도덕적인 반대로, 인간의 생식복제는 금지되었다. 많은 연구자들은 현재의 복제 기술로 사람이 태어날 수 있는 미래가 올 것이라고 믿지 않는다. 현재 SCNT의 초기 배아 발생 단계에서 한계점이 존재하고 이것을 극복하는 것이 핵심적이기 때문에, 인간복제는 SCNT에서는 아직까지는 가능성으로만 남아있다.
또한, 미토콘드리아의 DNA에 연관된 질병 치료에 대한 가능성도 존재한다. 최근 연구에서 미토콘드리아 DNA 관련 질환을 가진 체세포를 의 핵을 SCNT로 건강한 난자에 넣었을 때, 미토콘드리아 질병이 유전되지 않는다는 것을 보여주었다. 이러한 치료는 복제와는 연관되지 않지만, 정자를 제공하는 아버지, 난자의 핵을 제공하는 어머니 그리고 핵을 제외한 난자를 제공하는 어머니라는 3명의 유전적 부모를 가진 아이를 태어나게 할 수 있다.

### 이종간 핵 치환
이종간 핵 치환(Interspecies nuclear transfer, iSCNT)은 체세포 핵 치환을 이용하여 멸종 위기에 처한 동물을 구하는, 또는 멸종된 종을 복원시키는 수단으로 이용할 수 있다. 이 기술은 일반적으로 가축이나, 설치류, 또는 난자가 제공되고 대리모가 되는 동물의 SCNT 클로닝과 유사하다. 하지만, 멸종위기 또는 멸종된 종을 복제하는 데는 대안이 되는 복제 방법이 필요하다. 종간 핵 치환은 숙주와 기증자가 서로 다른 두 개체를 활용하기 때문에, 두 개체는 서로 가까운 종이어야 하며, 같은 속이어야 한다. 2000년, Robert Lanza는 가축으로 키우는 소(Bos taurus)를 이용하여 복제된 인도 물소(Bos gaurus')'의 태아를 만드는데 성공하였다.
종간 핵 치환은 세포핵의 역분화를 촉발시키는 기작이 보편적이라는 증거를 보여준다. 예를 들어, Gupta 연구팀은, 소, 쥐, 닭의 세포를 핵이 제거된 돼지 난자에 넣는 종간 체세포 핵 치환을 통해 유전자 이식 복제 배아를 만드는 가능성을 탐구하였다. 게다가, 돼지 태아의 체외 배양을 위해 만들어진 NCSU23 배지가 소, 쥐, 닭의 iSCNT 배아가 생체 외에서 배반포로 발생하는데 도움이 되며, 더욱이, 양의 난자 세포질이 사람의 체세포를 배아단계로 역분화 하는데 사용될 수 있다는 것도 보여졌다.

## 한계점
체세포 핵 치환 기술은 비효율적이다. 초기 연구에서, 난자와, 치환되는 핵 양쪽 모두 막대한 스트레스를 받아, 세포의 역분화의 성공률이 낮았다. 그 예로, 1996년 복제양 돌리는 29개의 배아를 만든 277개의 난자를 SCNT에 사용하여서 태어났다. 오로지 이중 3개의 배아만이 출생시까지 살아남았고, 오직 하나만이 성체로 자라났다. SCNT의 절차가 자동화되지 않았고, 현미경을 이용해서 수동으로 해야 하기 때문에 SCNT는 매우 자원집중적이며, 분화된 체세포 핵 역분화와 핵을 제공받는 난자의 활성화에 관계된 생화학적인 기작은, 아직 잘 알려지지 않았다. 하지만 2014년도에, 연구자들은 돼지를 복제하는데 70-80%의 성공률을 보여주었으며 그리고 2016년 대한민국의 회사 수남 바이오테크에서 하루에 500개의 복제 배아를 생산할 수 있다고 발표하였다.
체세포 핵 치환에서 모든 기증 세포의 유전적인 정보가 전달되는 것은 아니며, 자체적인 미토콘드리아 DNA를 가진 미토콘드리아의 정보는 전달되지 못한다. 결과적으로 융합된 세포는 난자로부터 비롯된 미토콘드리아 구조를 얻게 된다. 결론적으로, 복제양 돌리같은 SCNT를 통해 태어난 개체는 기증자의 완벽한 복제품이 아니다. 이 사실은 치료를 위한 SCNT 활용 조직/기관의 활용에 방해가 될 수 있으며, 이식 후에 다른 개체의 미토콘드리아 DNA로 인한 면역반응이 일어날 수 있다.

## 논란
인간 줄기세포 연구에서 핵치환을 하기 위한 계획은 만들어진 배아에 대한 도덕적인 논란을 일으키며, 이것은 배아줄기세포 연구에 반대하지 않던 개인이나 기관들을 SCNT 연구에 반대하거나, 우려하게 한다.
첫 번째 우려는 SCNT 기반 인간줄기세포 연구에서 포배 형성이 인간의 생식 복제로 이어지지 않을까에 대한 걱정이다. 양쪽 과정 모두 SCNT에서 하는 것처럼 핵치환을 한 배아를 만드는 첫 단계를 거친다. 이러한 걱정을 하는 사람들은 SCNT로 인해 만들어진 것들이 인간 복제의 의도를 가지고 착상되는 것을 막거나, 사전에 차단하기 위해 SCNT를 강력하게 규제할 것을 지지한다.
두 번째로 중요한 논란은 필요한 난자의 획득 방법이다. SCNT는 여성에게서 얻어지는 인간의 난자를 필요로 한다. 현재 가장 일반적인 난자 획득 방법은 체외 수정 치료 과정에서 사용하고 남은 난자이다. 이것은 외과적 과정을 최소화하였으나, 난소 과잉 자극 증후군 같은 건강상의 문제를 수반한다.
성공적인 줄기세포 치료가 가지는 하나의 이상은 환자맞춤형 줄기세포를 만들어내는 것이다. 각각의 맞춤형 줄기세포주는 환자의 DNA를 가진 동일한 줄기세포들로 이루어져 있어서, 치료를 위해 이식할 때 면역 거부반응을 줄이거나 일어나지 않게 할 수 있다. 예를 들어, 파킨슨병에 걸린 남성을 치료할 때, 그의 세포에서 얻은 핵을 SCNT를 통해 난자 기증자로부터 얻은 난자에 넣고, 환자의 세포와 거의 동일한 특별한 줄기세포를 만들 수 있다. (줄기세포와 환자 세포간의 차이점은 있다. 예를 들면 미토콘드리아 DNA의 경우 환자는 환자 어머니로부터 받은 미토콘드리아 DNA를 가지고 있지만, 줄기세포는 난자 제공자의 미토콘드리아 DNA와 동일한 DNA를 가지고 있다.)
몇백만의 환자들이 줄기세포 치료의 혜택을 받길 기대하고, 그리고 각각의 환자들이 단 하나의 맞춤형 치료용 줄기세포주의 성공적인 제작을 위해 많은 양의 기증된 난자를 필요로 한다. 이러한 많은 양의 필요로 하는 기증된 난자의 수는 현재 보조 생식 기술을 통해 아이를 가지려는 부부가 사용하고 남은 난자의 수를 초과할 것이다. 그러므로, 의료 산업에서 맞춤형 줄기세포주를 제작하여 팔기 위해서는 젊고 건강한 여성이 난자를 판매하게 유도되며, 이로 인하여 일부 난자의 출처가 불분명해질 수 있다.
과배란(한번에 여러 개의 난자가 배란되는 것)을 위해 과량의 호르몬을 투여 받은 젊고 건강한 여성들이 공중보건에 어떠한 영향을 줄지 모르기 때문에, 줄기 세포 전문가들은 선진국에서는 많은 양의 난자 기증이 일어나지 않을 것으로 여긴다. 비록 이런 처리가 현재 몇십년동안 되고 있지만, 장기간에 걸친 영향에 대한 연구가 되지 않았거나, 건강한 여성들에게 대규모로 시행되는 것이 안전하다고 발표되지 않았다.낮은 양의 호르몬을 장기간에 걸쳐 투여하였을 때 10년후 암에 걸릴 확률을 증가시킨 다고 알려져 있으며, 과배란 유도를 위해 투여하는 호르몬이 비슷한 영향을 주는지는 아직 밝혀지지 않았다. 또한 난자를 파는 것에 관련하여 윤리적인 문제도 얽혀있다. 일반적으로 신체의 일부를 사고파는 행위는 많은 국가에서 비윤리적인 것으로 간주되지만, 인간의 난자는 한동안 주목할 만한 예외였다.
인간 난자 시장에 대한 문제를 다루기 위해, 줄기세포 과학자들은 인공 난자를 만들 수 있는지 연구하고 있다. 만약 성공한다면, 맞춤형 줄기세포주 제작을 위해 인간 난자 기증은 더 필요하지 않을 것이다. 하지만, 이 기술이 갈 길은 아직 멀다.

## 인간 체세포 핵 치환에 관한 정책들
영국에서는, 현재 1990년도에 제정된 인간수정 및 배아 연구법(Human Fertilisation and Embryology Act 1990)에 따라 연구 목적에만 한정하여 인간 세포를 포함한 SCNT가 합법이다. SCNT를 하거나, 시도하려면 반드시 인간생식배아관리국(Human Fertilisation and Embryology Authority)의 허가를 받아야 한다.
미국에서는, 연방법에 의해 다루어지지 않기 때문에 SCNT를 하려는 시도는 합법이다. 하지만, 2002년도에 미합중국 연방 정부의 SCNT를 위한 기금 지급 중단이 연구를 하기 위한 기금 조성을 막았다. 따라서, 법적으로 연방에서 SCNT를 지원해줄 수 없다. 미국 학자들은 최근 SCNT의 결과물이 인간 배아가 아니라 복제 배아라고 주장하고 있으며, 이러한 정책은 도덕적으로 잘못되었고, 수정되어야 한다고 주장한다.
2003년, 미국은 인간의 존엄성과, 인간의 삶과 비교할 수 없는 만큼 모든 형태의 인간복제를 금지한다는 코스타리카의 제안을 받아들였다. 해석에 따르면, SCNT도 이 선언에 포함되어 있다.
유럽 평의회는 생명윤리 협약 (Convention on Human Rights and Biomedicine) 과 의학 및 생물학의 응용에 대한 인권과 인간 존엄성을 보호를 위한 협약의 인간 복제 금지 추가 의정서(Additional Protocol to the Convention for the Protection of Human Rights and Dignity of the Human Being with regard to the Application of Biology and Medicine, on the Prohibition of Cloning Human Being)에 따라 인간의 SCNT를 금지하려는 것으로 보인다. 평의회의 45개 회원국 중, 31개국이 협약에 서명하였고, 18개국이 비준하였다. 추가 의정서는 29개국이 서명하였고, 14개국이 비준하였다.
현재 UN에서는 모든 형태의 인간복제를 반대하고 있다.

## 연표
1990년대 후반, 미국에는 인간 배아줄기세포 연구의 선구자로 2명의 과학자가 있었다. 캘리포니아 대학교의 로저 패더슨 박사와 위스콘신 대학교의 제임스 톰슨 박사였다. 로저 패더슨이 인간의 체세포 핵 치환(SCNT) 연구를 시도했다가 영국으로 이주하였다.
2002년 12월 11일 노벨 생리학·의학상 수상자인 스탠퍼드 대학교의 폴 버그 박사가 기자회견에서 유전질환이 있는 성인의 세포에서 채취한 세포핵을 핵이 제거된난자에 주입해 시험관에서 며칠동안 자라게 한 다음 여기에서 줄기세포를 채취할 계획이라고 발표했다. 이와 비슷한 연구는 샌프란시스코 캘리포니아 대학교에서 이미 시도된 일이 있으며, 이를 주도한 과학자가 미국보다 줄기세포 연구에 자유로운 영국으로 이주한 뒤 중단됐다. 또 생명공학회사인 어드밴스드 셀 테크놀로지도 이러한 연구를 진행하고 있다.
2003년 6월 17일 미국 의사들의 최대단체인 미국의학협회(AMA)는 인간의 체세포 핵 치환(SCNT) 연구를 지지한다고 발표했다. 2002년 스탠퍼드 대학교의 기자회견 이후로 생명윤리 논란이 있었다.
2004년 2월 12일 대한민국의 황우석 박사가 세계 최초로 인간의 체세포 핵 치환(SCNT)을 성공했다고 발표했다. 그러나 논문 조작 등의 시비 끝에, 세계 최초라는 기록이 국제 학계에서 부정되었다. 황우석 사건 참조.
2004년 6월 21일 영국 케임브리지 대학교는 인간배아 줄기세포 연구소를 개설할 것이라고 발표했다. 미국에서 유일하게, 최초로 인간의 체세포 핵 치환(SCNT) 연구를 하던 로저 패더슨 케임브리지 대학교 재생의학 교수가 참여한다.
2013년 5월 미국 오리건 보건 과학 대학교의 슈트라트 미탈리포프 교수팀이 세계 최초로 체세포 핵 치환(SCNT) 기술로 인간 배아줄기세포 확립에 성공했다. 2004년 2월 12일 황우석 박사의 기록이 취소되었기 때문에, 미탈리포프 박사가 세계 최초의 기록을 세웠다. 미탈리포프 교수도 새로운 기술을 개발하지 못하고 뒤쳐진 경쟁 학자들에 의해 논문 조작 시비를 당하였으나, 세계 최초 기록은 인정되었다. 오송첨단의료진흥재단 이효상 박사와 경상대학교 강은주 박사가 논문의 공동 저자로 이름을 올렸다.
2014년 4월 18일, 차병원 줄기세포연구소 이동률 교수팀과 미국 차병원 줄기세포연구소 정영기 교수팀이 성인 체세포 핵 치환(SCNT) 기술로 인간 복제줄기세포주를 확립하는데 성공했다. 세계 2번째 인간 배아줄기세포 확립 성공이자, 성인 최초이다. 1년 전 미탈리포프 교수는 성인 체세포가 아니라 태아와 신생아의 체세포였다.
2014년 4월 28일 미국 뉴욕줄기세포재단 연구소 디터 에글리(Egli) 박사와 컬럼비아 대학교 병원의 마크 자우어(Sauer) 박사 공동 연구진은 "당뇨병에 걸린 32세 여성의 피부세포를 핵이 제거된 난자와 융합하는 체세포 핵 치환(SCNT) 기술로 복제 배아줄기세포를 얻는 데 성공했다"고 발표했다. 연구진은 환자 피부로 복제 배아줄기세포를 만든 다음, 이를 인슐린을 분비하는 췌장 베타세포로 자라게 하는 데도 성공했다. 이 세포는 인슐린을 분비하는 기능이 작동했다고 연구진은 밝혔다.

## 같이 보기
- 뉴욕줄기세포재단